# 応用生物学部
応用生物学部（おうようせいぶつがくぶ）は、大学におかれる学部の1つである。以下の大学に設置されている。

## 東京工科大学応用生物学部
東京工科大学では応用生物学のうち生体工学を教育研究する。応用生物学とは「生物学」と「工学」とを融合させた学際領域である。応用生物学部は、生物の生体や機能、特性に学び、それらを社会生活に役立てる研究を行う学部である。取り扱う分野としては、ロボット等の機械、電気電子機器から、医療、薬品、食品、化粧品、資源、自然、環境などに渡り幅広い。

## 中部大学応用生物学部
中部大学では、応用生物化学科、専門分野が土壌物理学、野生動物学/細胞生物学、分子生物学、細胞ストレス生物学/発光生物学/応用微生物学、分子生物学、植物生理学/植物分子生物学/魚類生物学、組織形態学、電子顕微鏡学/応用昆虫学、線虫学、遺伝学/園芸学、植物生理学、植物工場/薬用植物学、分子生態学、生物多様性評価/陸水学、環境科学/生化学、タンパク質科学、生物多様性学などに渡る環境生物科学科、食品栄養科学専攻と管理栄養科学専攻を開設する食品栄養科学科があり、農芸化学、生産農科学の他、食品栄養科学を取り扱う。